# Thylacoleonidae
Los tilacoleónidos (Thylacoleonidae) son una familia de mamíferos marsupiales carnívoros extintos de Australia; a menudo se les denomina leones marsupiales. El miembro mejor conocido es Thylacoleo carnifex, llamado también león marsupial. La familia vivió del Oligoceno Superior al Pleistoceno, con alguna especie del tamaño de una zarigüeya y otros tan grandes como un leopardo. El descubrimiento de una especie de tamaño diminuto indica que tenían una diversidad ecológica más alta de lo que se consideraba anteriormente.

## Clasificación
- Género †Microleo
  - †Microleo attenboroughi (Mioceno inferior)
- Género †Priscileo
  - †Priscileo pitikantensis (Oligoceno Superior)
  - †Priscileo roskellyae (Mioceno)
- Subfamilia Wakaleoninae
  - Género †Wakaleo
    - †Wakaleo alcootaensis (Mioceno)
    - †Wakaleo oldfieldi (Mioceno)
    - †Wakaleo vanderleueri (Mioceno)
- Subfamilia Thylacoleoninae
  - Género †Thylacoleo
    - †Thylacoleo carnifex (Pleistoceno)
    - †Thylacoleo crassidentatus (Plioceno)
    - †Thylacoleo hilli (Plioceno)